# Sertãozinho (São Paulo)
Sertãozinho ist eine Stadt im brasilianischen Bundesstaat São Paulo. Im 2022 lebten in Sertãozinho nach offizieller Schätzung 126.887 Menschen auf 403 km².

## Geographie

### Distrikte
Die Gemeinde ist in Distrikte unterteilt:
- Sertãozinho – Hauptdistrikt
- Cruz das Posses

## Geschichte
Die Gemeinde wurde 1896 durch Landesgesetz gegründet.

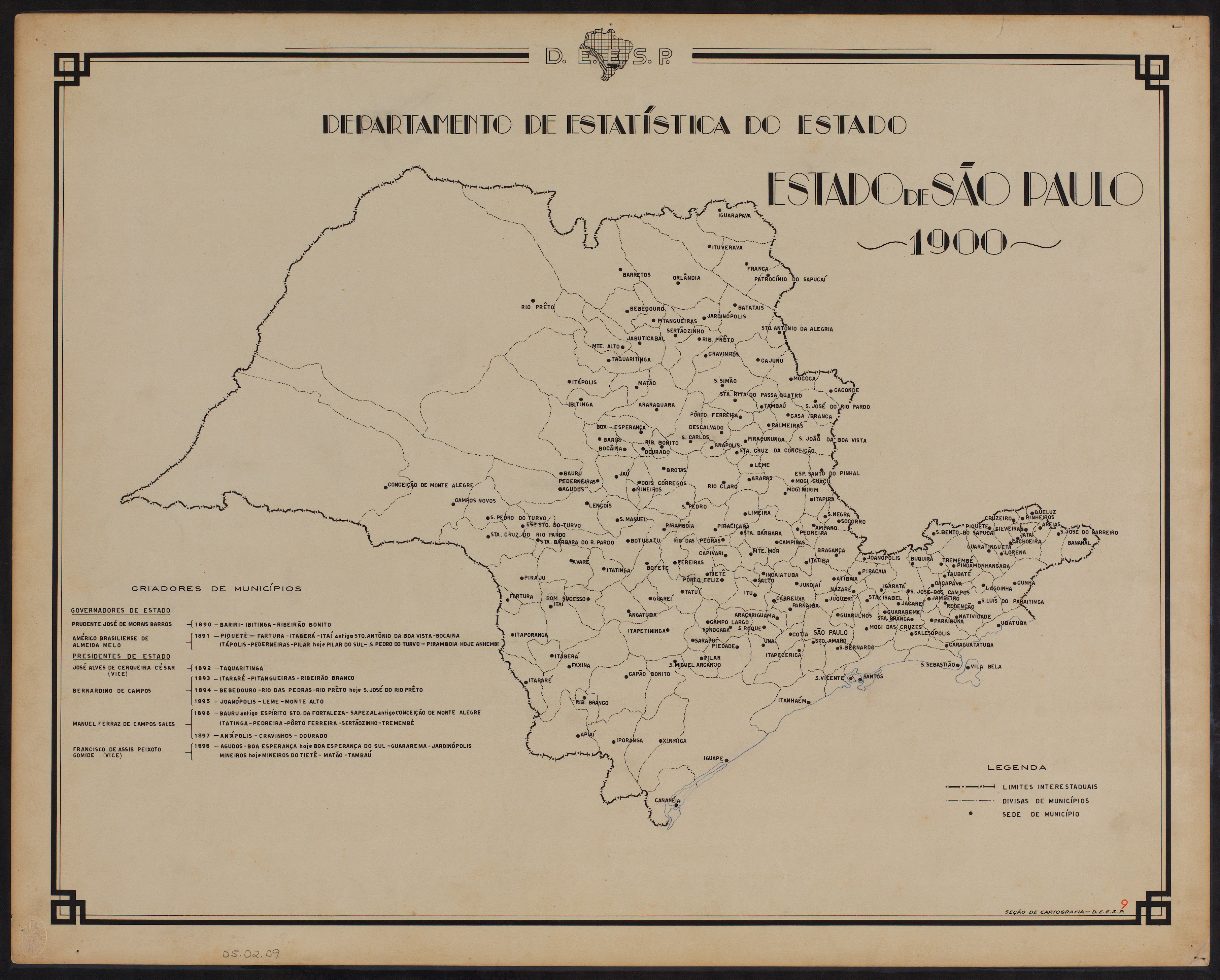
Karte des Bundesstaates São Paulo (1900).

## Bevölkerung
| Bevölkerungsentwicklung | Bevölkerungsentwicklung |
| Jahr                    | Bevölkerung             |
| ----------------------- | ----------------------- |
| 1920                    | 30.522                  |
| 1940                    | 21.290                  |
| 1950                    | 20.357                  |
| 1960                    | 26.441                  |
| 1970                    | 31.066                  |
| 1980                    | 51.543                  |
| 1991                    | 78.776                  |
| 2000                    | 94.664                  |
| 2010                    | 110.074                 |
| 2022                    | 126.887                 |
| [ 4 ] [ 5 ] [ 6 ]       |                         |

## Religion
Das Christentum ist in der Stadt wie folgt vertreten:

### Römisch-katholische Kirche
Die katholische Kirche in der Gemeinde ist Teil der Erzbistum Ribeirão Preto.

### Protestantische Kirche
In der Stadt gibt es die unterschiedlichsten evangelischen Glaubensrichtungen, hauptsächlich Pfingstler, darunter die brasilianischen Assemblies of God, die Christliche Kongregationalistische Kirche in Brasilien, und andere.